# SQueeze
SQueeze was een Nederlands gay-lifestyle-magazine dat ook verspreid werd in België. Het verscheen 10 maal per jaar en verscheen sinds 2001 8 maal per jaar.
De nadruk van het magazine lag op onderwerpen als mode, uitgaan, reizen, entertainment en cultuur. De naam sQueeze is een knipoog naar het Engelse woord 'squeeze', dat onder Engelstalige homo's ook 'scharrel' kan betekenen alsook naar 'exquise'. SQueeze is in 1996 opgericht.
Eind 2005 was de volledige redactie van sQueeze opgestapt uit onvrede over het door de uitgever gevoerde beleid en heeft het nieuwe tijdschrift Winq opgericht.
In september 2008 werd bekend dat uitgever Argo de stekker uit sQueeze heeft getrokken. Alle abonnees zijn overgenomen door de concurrent Winq. In het laatste nummer stond het blad nog stil bij zijn 12,5-jarig bestaan maar had sinds juni geen hoofdredacteur meer.